# Psychotria valeriana
Psychotria valeriana är en måreväxtart som beskrevs av Paul Carpenter Standley. Psychotria valeriana ingår i släktet Psychotria och familjen måreväxter. Inga underarter finns listade i Catalogue of Life.